# Re di Nemi

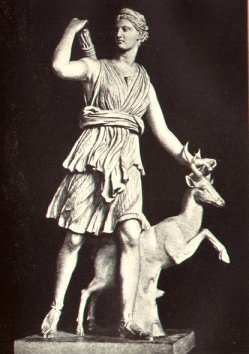
Statua di Diana

Il cosiddetto Re di Nemi (Rex Nemorensis in latino) era il sacerdote della Dea Diana Aricina; questo re-sacerdote risiedeva nel sacro bosco dedicato alla Dea nei pressi del lago di Nemi.

## Un sacerdote assassino del suo predecessore
Il materiale storiografico che riguarda il Re di Nemi riporta la tradizione secondo la quale questo sacerdote ricopriva una posizione inusuale.
La funzione sacerdotale di Diana di Nemi era ricoperta da uno schiavo fuggito, che aveva ottenuto quell'onore uccidendo il suo predecessore in un duello rituale e poteva rimanere al suo posto solo fino a quando avesse difeso con successo il suo rango contro tutti i nuovi sfidanti.

## Fonti storiografiche della tradizione
(Svetonio, De vita Caesarum, Cal. 35)
La leggenda del Re di Nemi è raccontata in diverse fonti antiche. Il nome latino della carica religiosa è dato da Svetonio, che vi accenna nella sua descrizione dell'imperatore Caligola.
Ovidio, inoltre, fornisce una descrizione poetica della carica religiosa di Nemi nel libro III dei Fasti, affermando che il lago di Nemi era consacrato già dai tempi antichi.

## Cronologia dei re di Nemi
In età monarchica il primo re di Nemi fu secondo la tradizione Ippolito figlio di Teseo, re di Atene. Si ha notizia poi che ci fu anche Virbio come Rex Nemorensis figlio di Aricia

## Importanza nell'antropologia
La figura del Rex Nemorensis risulta centrale negli studi di Sir James Frazer, uno dei padri dell'antropologia, che divulgò molto materiale raccolto su questo re-sacerdote con il celebre saggio intitolato Il ramo d'oro.